# Queen Bees and Wannabes
Queen Bees and Wannabes é um livro de auto-ajuda de autoria da norte-americana Rosalind Wiseman lançado em 2002. Ele foca na maneira a qual meninas da escola secundária formam grupos, e no comportamento agressivo de meninas adolescentes e como lidar com elas. Em grande parte, o livro foi a base do filme Mean Girls (2004).